# Weißacker
Das Naturschutzgebiet Weißacker liegt auf dem Gebiet der Stadt Neustadt an der Orla im Saale-Orla-Kreis in Thüringen. Es erstreckt sich östlich von Lichtenau, einem Ortsteil von Neustadt an der Orla. Die Landesstraße L 1077 verläuft durch das Gebiet hindurch, am südlichen Rand verläuft die L 1110. Der nordwestlich fließende Grünbach hat im Naturschutzgebiet seine Quelle.

## Bedeutung
Das 229,9 ha große Gebiet mit der NSG-Nr. 276 wurde im Jahr 1999 unter Naturschutz gestellt.